# María Luz Pérez Iser
María Luz Pérez Iser es una deportista cubana que compitió en atletismo adaptado. Ganó una medalla de bronce en los Juegos Paralímpicos de Río de Janeiro 2016 en la prueba de salto de longitud (clase T42).

## Palmarés internacional
| Juegos Paralímpicos | Juegos Paralímpicos     | Juegos Paralímpicos | Juegos Paralímpicos   |
| Año                 | Lugar                   | Medalla             | Prueba                |
| ------------------- | ----------------------- | ------------------- | --------------------- |
| 2016                | Río de Janeiro (Brasil) | Medalla de bronce   | Salto de longitud T42 |